# Forte Gazometro
Forte Gazometro o forte Gasometro, originariamente chiamato Werk Scholl, è stata una fortificazione posta a sud-est di Verona, parte del complesso sistema difensivo cittadino e più in particolare del settore dei forti collinari e dei forti avanzati di pianura, messo in opera tra 1837 e 1843. La struttura fortificata fu realizzata tra 1838 e 1839 e i lavori furono diretti dal direttore del Imperiale Regio Ufficio delle Fortificazioni di Verona, il maggiore generale tedesco Franz von Scholl.
L'intitolazione a Franz von Scholl attesta la speciale importanza attribuita all'opera, tuttavia la sua funzione venne a cadere quando il profilo della campagna antistante venne turbato dalla costruzione dell'alto rilevato della strada ferrata Ferdinandea; la denominazione italiana, invece, deriva dal vicino impianto per la produzione del gas destinato all'illuminazione pubblica, costruito nel 1846. Il forte venne infine demolito intorno alla metà del Novecento, a seguito dell'ampliamento del cimitero monumentale.

## Descrizione
La disposizione di un forte in questo settore non derivava dalla necessità di eliminare svantaggi tattici causati da posizioni dominanti, come per gli altri forti avanzati, ma dalla costruzione del nuovo cimitero davanti al bastione di Campo Marzo, già iniziata all'avvio dei lavori di ripristino della cinta magistrale: poiché il nuovo edificio monumentale costituiva un ostacolo per le artiglierie dei difensori, si adottò la soluzione dell'opera distaccata, che proiettava l'azione difensiva nella campagna, immediatamente a sud del cimitero. Il forte agiva sulla bassura del Campo Marzo, delimitata dall'ansa dell'Adige: le sue artiglierie battevano, dal fianco sinistro, verso est, la campagna fino al borgo di San Pancrazio; il fianco destro batteva, sulla riva opposta del fiume, le bassure di Campo Matto (Basso Acquar), antistanti al bastione di San Francesco.
Il forte è una variante della torre casamattata per artiglieria, e in pianta segue il tracciato di un mezzo poligono irregolare. L'opera si elevava su due piani casamattati: il piano terra era destinato all'azione delle armi portatili, il piano superiore all'artiglieria. La copertura, protetta dal terrapieno, era dotata di un parapetto per la postazione dell'artiglieria a cielo aperto. Il fronte di gola, ad angolo saliente, era chiuso da un muro distaccato nel mezzo del quale era collocata la ridotta, a tracciato circolare composito. Questa ridotta verso l'esterno svolgeva l'azione di una caponiera, mentre verso l'interno era provvisto di un duplice ordine di feritoie per fucilieri. Il fronte principale era avvolto dal fossato asciutto, ampliato sul fianco sinistro per dare spazio alla preparazione delle sortite, e dallo spalto, dotato di strada coperta per la difesa di fanteria.

## Armamento
L'armamento della fortificazione consisteva in:
- 7 cannoni ad anima liscia

Riserve di munizioni: polveriera per 11 650 kg.

## Presidio di guerra
Il presidio in caso di guerra della fortificazione consisteva in:
- 332 fanti
- 19 artiglieri

Era inoltre possibile disporre un presidio di emergenza di 600 uomini.